# Jaguar XJR-12

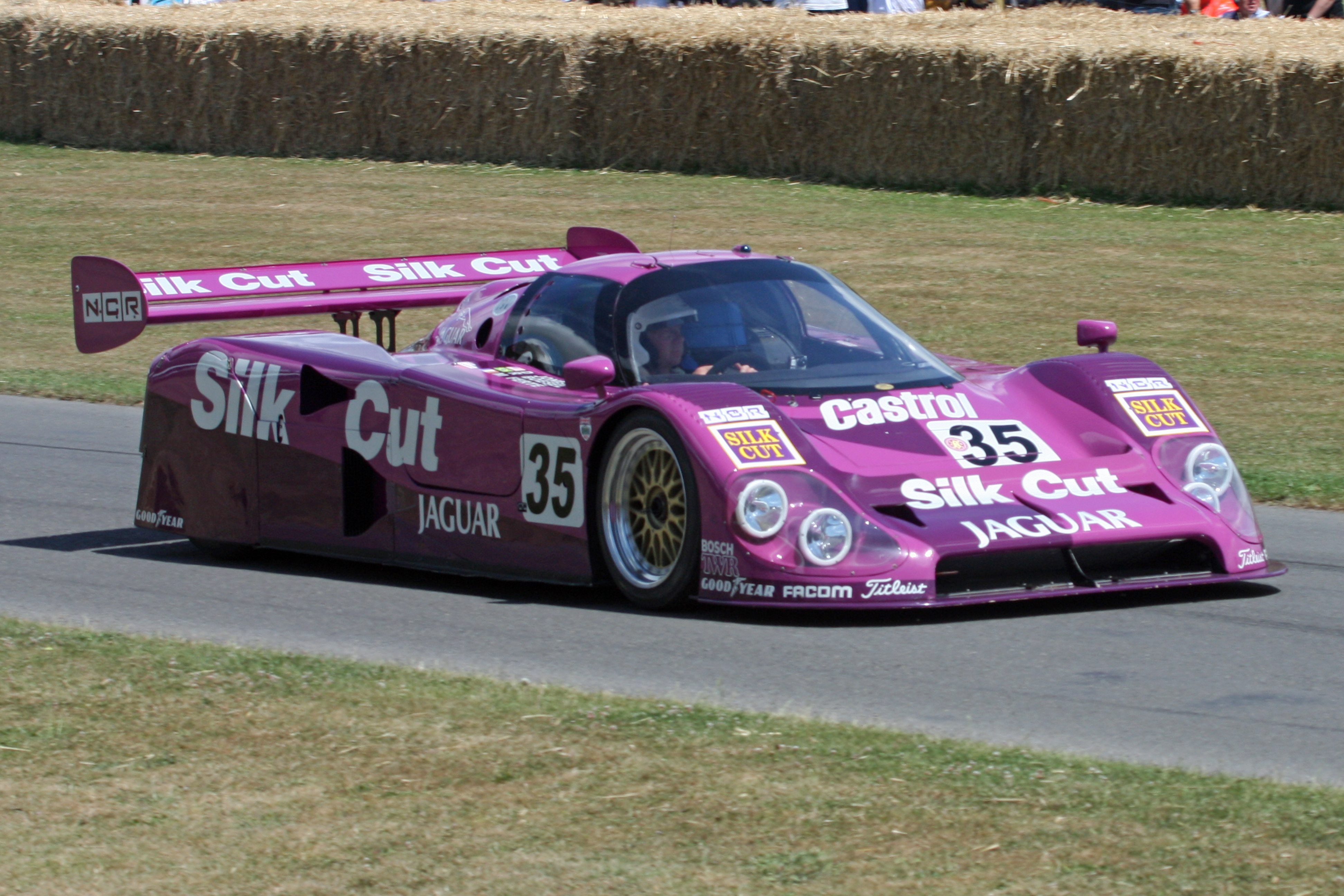
1990JaguarXJR12

Jaguar XJR-12 — мелкосерийный спортивный автомобиль, спроектированный и построенный к 1990 году британской компанией TWR по заказу и при участии автомобилестроительной компании Jaguar Cars специально и только для участия в трёх основных многочасовых гонках на выносливость — 24 часа Ле Мана, 12 часов Себринга и 24 часа Дайтоны, две из которых в итоге этим автомобилем и были выиграны. Автомобиль создан одновременно и под технические требования группы С F.I.A. и под технические требования группы IMSA-GTP, при этом конструктивной особенностью автомобиля было применение относительно низкофорсированного безнаддувного 12-цилиндрового двигателя, рабочим объёмом 6 или 7 литров.